# Matias Helt Jepsen
Matias Helt Jepsen (* 13. März 1988 in Herning, Dänemark) ist ein dänischer Handballspieler.

## Karriere
Der aus Herning stammende Rückraumspieler startete seine aktive Profi-Karriere 2006 beim Team Tvis Holstebro. Nach mehreren Stationen in seinem Heimatland (HC Midtjylland, AG København, Fredericia HK, Skanderborg Håndbold und Ribe-Esbjerg HH), bei welchen er immer wieder im Spitzenfeld der Torschützenliste zu finden war, wechselte er 2015 erstmals ins Ausland zu GC Amicitia Zürich. Kurz nach seinem Start in der Schweizer Liga Nationalliga A verletzte sich der Rechtshänder in einem Spiel gegen den RTV 1879 Basel an der Schulter und musste in Folge operiert werden. Nachdem die finanzielle Lage beim GC Amicitia Zürich anhaltend angespannt war, verließ Jespen den Verein und unterschrieb noch vor Saisonende 2017 bei Handball Tirol in der Handball Liga Austria. Ab der Saison 2018/19 lief der Spielmacher für IFK Skövde HK in der Handbollsligan auf. Im Sommer 2022 schloss er sich dem Ligakonkurrenten IFK Kristianstad an. Mit Kristianstad gewann er 2023 sowohl die schwedische Meisterschaft als auch den schwedischen Pokal. Im Sommer 2024 kehrte er zum HC Midtjylland zurück.

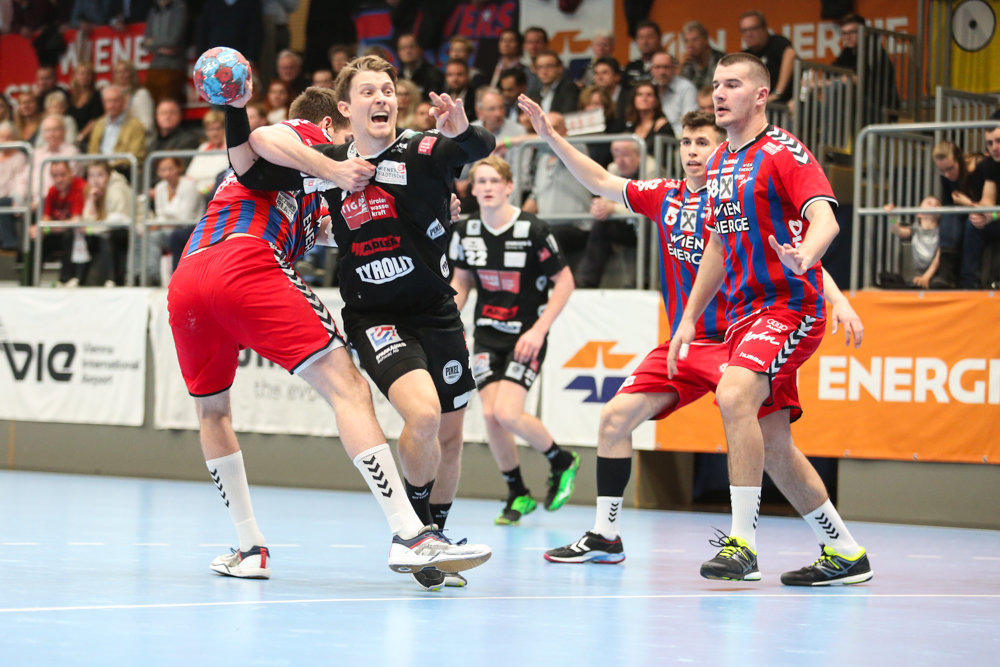
Matias Helt Jepsen in einem Spiel der HLA (2017)

## HLA-Bilanz
| Saison    | Verein         | Spielklasse | Spiele | Tore | 7-Meter     | Feldtore |
| --------- | -------------- | ----------- | ------ | ---- | ----------- | -------- |
| 2016/17   | Handball Tirol | HLA         | 10     | 37   | 4/10        | 33       |
| 2017/18   | Handball Tirol | HLA         | 24     | 49   | 1/2         | 48       |
| 2016–2018 | gesamt         | HLA         | 34     | 86   | 5/12 (42 %) | 81       |